# Птичье (Словакия)
Птичье (словац. Ptičie) — село и одноимённая община в районе Гуменне Прешовского края Словакии. В письменных источниках начинает упоминаться с 1451 года.

## География
Село расположено в юго-восточной части края, у подножия Вигорлат, в долине реки Птавы, при автодороге 3833. Абсолютная высота — 216 метров над уровнем моря. Площадь муниципалитета составляет 10,46 км².

## Население
| Год:                | 1994 | 2004    | 2014    | 2024    |
| ------------------- | ---- | ------- | ------- | ------- |
| Количество человек: | 613  | 621     | 654     | 640     |
| Разница:            |      | +1,30 % | +5,31 % | −2,14 % |

По данным последней официальной переписи 2011 года, численность населения Птичьего составляла 636 человек.